# Clifford (Devon)
Clifford is een dorp in het Engelse graafschap Devon. Clifford komt in het Domesday Book (1086) voor als 'Cliford(e) / forda / fort'.